# ウッドヘイブン・ブールバード駅 (BMTジャマイカ線)
ウッドヘイブン・ブールバード駅（Woodhaven Boulevard）は、クイーンズ区ウッドヘイブンのジャマイカ・アベニューとウッドヘイブン・ブールバード交差点にあるニューヨーク市地下鉄BMTジャマイカ線の駅である。J系統が終日停車する。ラッシュ時混雑方向にはZ系統も加わる。

## 外部リンク

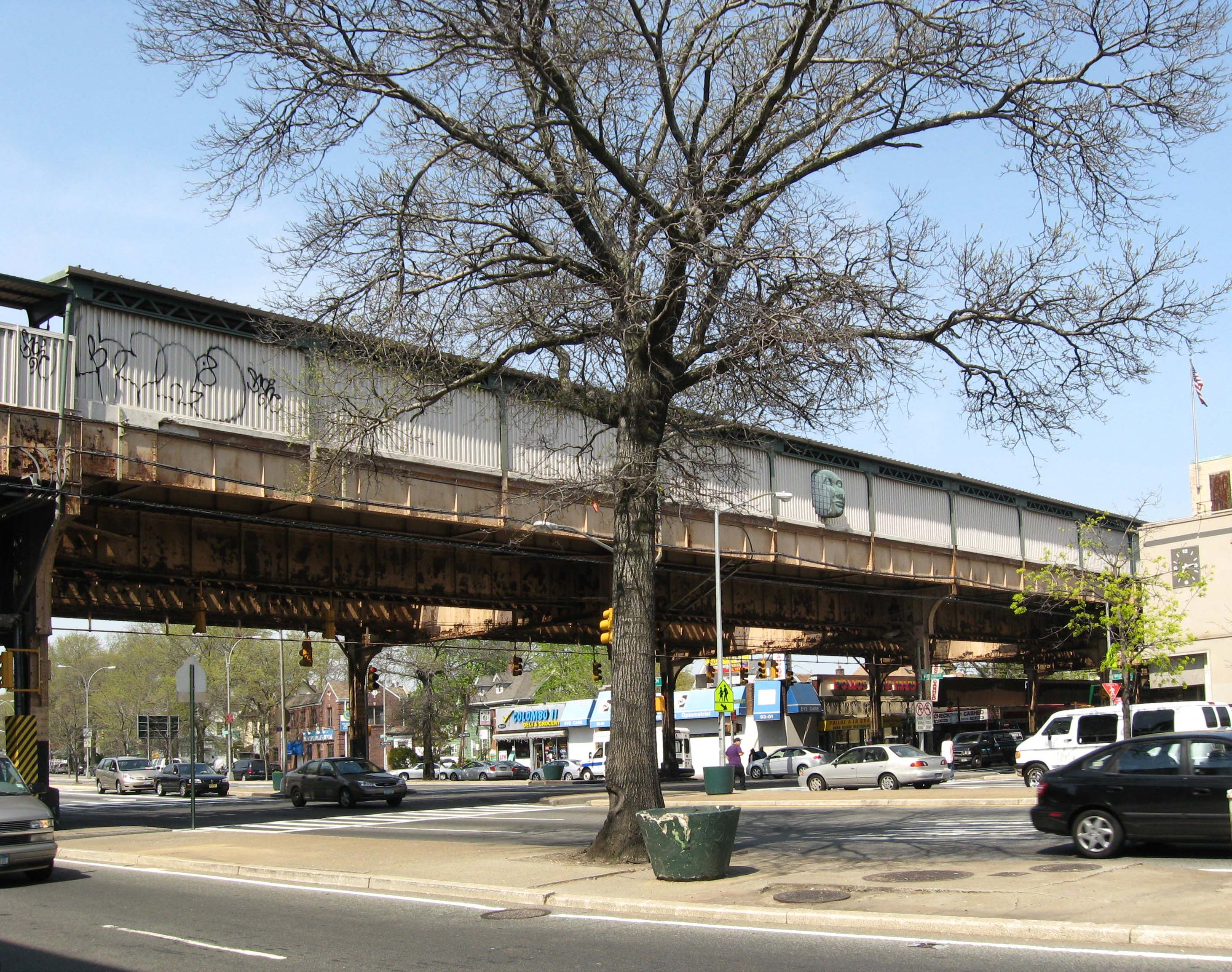
地上から北東を望む

## 駅構造
| P ホーム階 | 相対式ホーム、右側のドアが開く | 相対式ホーム、右側のドアが開く |
| P ホーム階 | 南行線                         | ← ブロード・ストリート駅行き（85丁目-フォレスト・パークウェイ駅） ← ブロード・ストリート駅行き（75丁目-エルダーツ・レーン駅）                                                    |
| P ホーム階 | 中央線                         | → 未敷設 |
| P ホーム階 | 北行線                         | → ジャマイカ・センター-パーソンズ/アーチャー駅行き（夕ラッシュ：111丁目駅、その他時間帯：104丁目駅）→ 夕ラッシュ：ジャマイカ・センター-パーソンズ/アーチャー駅行き（104丁目駅）→ |
| P ホーム階 | 相対式ホーム、右側のドアが開く | |
| M          | 改札階                         | 改札口、駅員詰所、メトロカード自動券売機 |
| G          | 地上階                         | 出入口 |

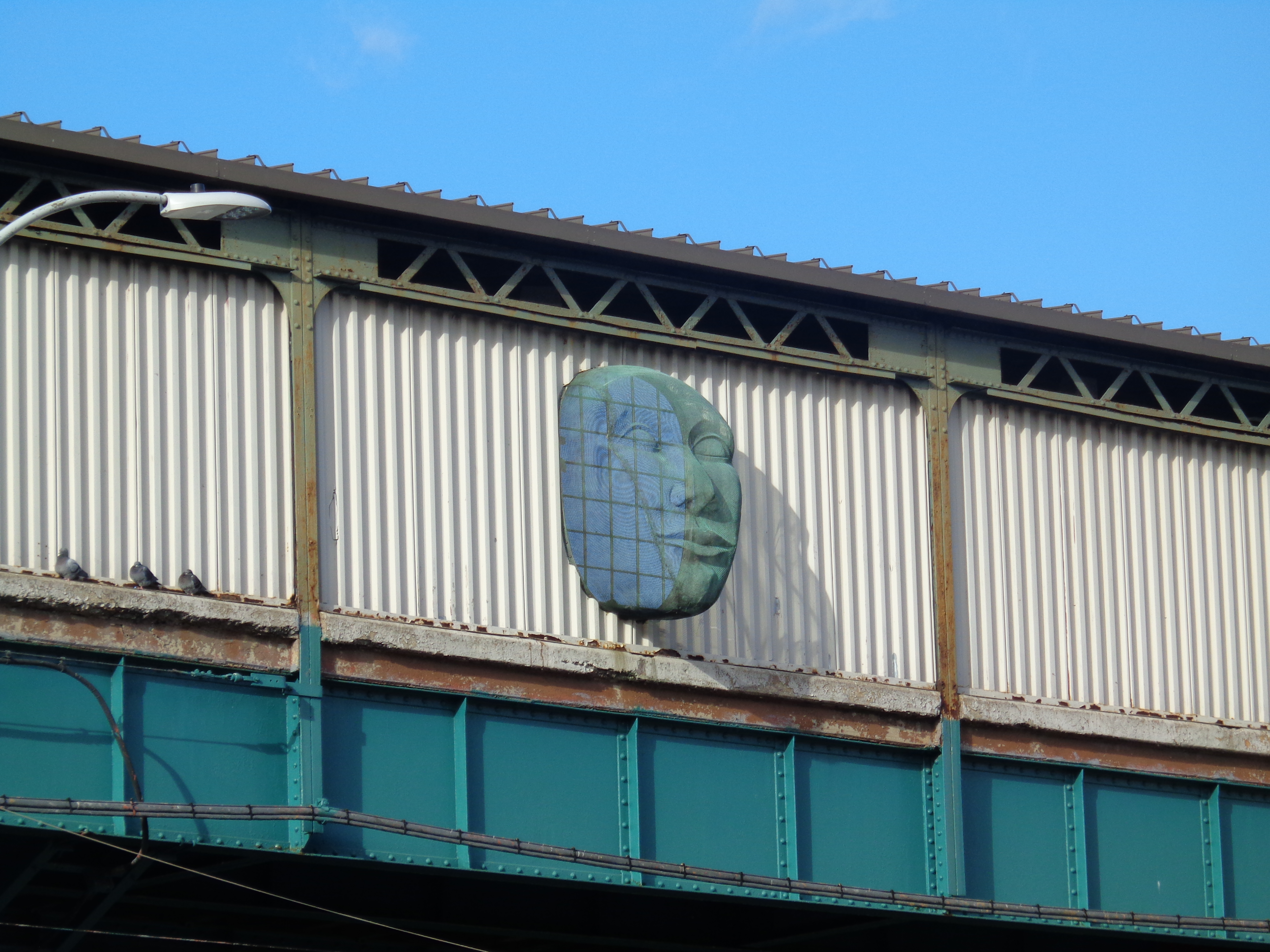
北行ホームにあるアートワークFive Points of Observation
を地上から見る

1917年5月28日に開業した相対式ホーム2面2線の駅で、中央に急行線を設置できるようにスペースがあるが、急行線を敷設した際には廃止されたサットフィン・ブールバード駅（現在のサットフィン・ブールバード-アーチャー・アベニュー-JFKエアポート駅とは異なる）と同様に2面3線の島式ホームの駅にして急行停車駅とする予定があった。ホームには西端を除き茶色の支柱で支えられた緑の屋根がある。
1990年にアートワークである"Five Points of Observation"がキャサリーン・マッカーシーによって制作された。ジャマイカ線内他4駅でも見ることができる。
2018年4月に行われたMTAの2015-2019年投資計画改訂においてエレベーターの設置計画が盛り込まれている。2025年1月にエレベーターが供用開始された。

### 出口
駅は改札を4か所設け、西端に有人改札があり、地上へはジャマイカ・アベニューとウッドヘイブン・ブールバードの交差点西側に階段が2つ接続している。
各ホーム中央に無人改札があり、北行ホームからはジャマイカ・アベニューとウッドヘイブン・ブールバードの交差点南東、南行ホームからは同交差点南西に階段1本とエレベーター1基がそれぞれ接続する。
もう1つの改札は東端にある。フルハイト改札機が2つ、ジャマイカ方面ホームから直接通じる出口専用改札機が1つ設置され、95丁目とジャマイカ・アベニューの交差点南西に接続する。